# Майкл Джонсон (футболіст)
Майкл Джонсон (англ. Michael Johnson, нар. 4 липня 1973, Ноттінгем) — англійський і ямайський футболіст, що грав на позиції захисника. По завершенні ігрової кар'єри — тренер.
Виступав, зокрема, за клуб «Бірмінгем Сіті», а також національну збірну Ямайки.

## Клубна кар'єра
У дорослому футболі дебютував 1991 року виступами за команду «Ноттс Каунті», в якій провів чотири сезони, взявши участь у 107 матчах чемпіонату. 
Своєю грою за цю команду привернув увагу представників тренерського штабу клубу «Бірмінгем Сіті», до складу якого приєднався 1995 року. Відіграв за команду з Бірмінгема наступні вісім сезонів своєї ігрової кар'єри. Більшість часу, проведеного у складі «Бірмінгем Сіті», був основним гравцем захисту команди.
Згодом з 2003 по 2007 рік грав за «Дербі Каунті», після чого був відданий в оренду спочатку до «Шеффілд Венсдей», а згодом до рідного «Ноттс Каунті», виступами за який і завершив ігрову кар'єру у 2009 році.

## Виступи за збірну
Маючи ямайське походження, 1999 року погодився захищати кольори національної збірної Ямайки і дебютував у її складі.
У складі збірної був учасником розіграшів Золотого кубка КОНКАКАФ 2000 року та Золотого кубка КОНКАКАФ 2003 року у США.
Загалом протягом кар'єри у національній команді, яка тривала 5 років, провів у її формі 12 матчів.

## Кар'єра тренера
Завершивши ігрову кар'єру 2009 року, залишився у структурі «Ноттс Каунті» як тренер молодіжної команди.
Пізніше протягом 2015–2018 років працював з молодіжною командою «Кардіфф Сіті», після чого очолив тренерський штаб збірної Гаяни. Під його керівнцтвом команда уперше у своїй історії кваліфікувалася на континентальну першість і була учасником розіграшу Золотого кубка КОНКАКАФ 2019 року, де, утім, припинила боротьбу на груповому етапі.